# Sachsengänger
Sachsengänger waren deutsche Landarbeiter, welche im Deutschen Kaiserreich die landwirtschaftlich geprägten ostelbischen Regionen verließen, um im Westen besser entlohnte Arbeiten zu finden. Zuerst arbeiteten diese Landarbeiter im Zuckerrübenanbau der preußischen Provinz Sachsen, näherungsweise dem heutigen Sachsen-Anhalt. Die Bestellung, Pflege und Ernte der Zuckerrüben war arbeitsintensiv und kaum mechanisiert, weshalb saisonal sehr viele Arbeitskräfte benötigt wurden. Es handelt sich dabei um eine Form der saisonalen Arbeitsmigration.

## Folgeerscheinungen
Im Kaiserreich etablierte sich eine Wanderung in Preußen von Ost nach West der Sachsengänger (sogenannte Ost-West-Wanderung). Die Landarbeiter der ländlichen Provinzen Ostpreußen, Westpreußen und Posen verließen ihre Region und fanden vor allem Aufnahme in den Anbaugebieten für Zuckerrüben und in den besser bezahlten Industriestandorten, z. B. in Oberschlesien, Sachsen, in Berlin und vor allem im Ruhrgebiet. Um die leer werdenden und billig entlohnten Arbeitsstellen auszugleichen, warben die ostelbischen Großgrundbesitzer wiederum polnische Arbeiter aus Russland und Österreich an. Um der befürchteten „Polonisierung“ entgegenzutreten, entwickelte Preußen eine restriktive Einwanderungspolitik. Die Niederlassung der über Berlin Einreisenden wurde verboten. Den Wanderarbeitern war der Aufenthalt im Winter verboten, auch Karenzzeit genannt. Als Saisonarbeiter zugelassen waren nur unverheiratete Männer und Frauen, Schwangere wurden abgeschoben. In den mittleren und westlichen Provinzen war lediglich die Tätigkeit in der Landwirtschaft erlaubt.
Eine weitere Verschärfung erfolgte 1909 durch die Auflage des Inlandslegitimierungszwanges.
Auch die zur k.u.k. Monarchie gehörige Stadt Auschwitz errichtete 1916 ein Barackenlager für die Sachsengänger. Dieses Lager für rund 12.000 Sachsengänger aus Galizien bestand aus 22 gemauerten Ziegelhäusern und 90 Holzbaracken. Die SS baute dieses im Zweiten Weltkrieg zum KZ Auschwitz I (Stammlager) aus.

## Polonismus „wyjechać na saksy“
Eine auch sprachliche Spur des Phänomens der Sachsengängerei findet sich bis heute in der polnischen Formulierung „wyjechać na saksy“ („nach Sachsen fahren“), womit gemeint ist, zum Zweck des Geldverdienens vorübergehend, ggf. nur saisonal, in ein wohlhabenderes, meist westeuropäisches Land wie Deutschland, Italien oder Spanien zu reisen, um dort z. B. bei der Obst- und Gemüseernte oder auf dem Bau zu arbeiten und anschließend wieder nach Polen zurückzukehren.